# Notocera spinidorsa
Notocera spinidorsa är en insektsart som beskrevs av Goding. Notocera spinidorsa ingår i släktet Notocera och familjen hornstritar. Inga underarter finns listade i Catalogue of Life.